# جاك مكندلز
جاك مكندلز (بالإنجليزية: Jack McCandless)‏ هو لاعب كرة قاعدة أمريكي، ولد في 5 مايو عام 1891، في بيتسبرغ في الولايات المتحدة، وتوفي بنفس المكان في 17 أغسطس عام 1961.

## وصلات خارجية
- جاك مكندلز على موقعبيزبول رفرنس.كوم (الدوري الرئيسي) (الإنجليزية)
- جاك مكندلز على موقعبيزبول رفرنس.كوم (الدوري الثانوي) (الإنجليزية)